# Onochoi
Onochoi (russisch Онохой) ist eine Siedlung städtischen Typs in der Republik Burjatien (Russland) mit 10.689 Einwohnern (Stand 14. Oktober 2010).

## Geographie
Die Siedlung liegt östlich des Baikalsees, etwa 40 Kilometer nordöstlich der Republikhauptstadt Ulan-Ude am linken Ufer des Selenga-Nebenflusses Uda, bei der Einmündung des Flüsschens Brjanka.
Onochoi liegt im Rajon Saigrajewo etwa 20 Kilometer nordwestlich des Rajonverwaltungszentrums.

## Geschichte
Ende des 19. Jahrhunderts wurde vorbei am alten, am jenseitigen Flussufer gelegenen Dorf Onochoi der Transbaikalabschnitt der Transsibirischen Eisenbahn gebaut. Am 18. Januar 1900 wurde der Streckenabschnitt mit der gleichnamigen Bahnstation eröffnet.
Um die Bahnstation wuchs eine Siedlung, bei der später in sowjetischer Zeit ein Holzverarbeitungskombinat entstand. Die neue Siedlung erhielt den Status einer Siedlung städtischen Typs, das alte Dorf heißt seither Stary Onochoi (d. h. Alt-Onochoi).

### Bevölkerungsentwicklung
| Jahr | Einwohner |
| ---- | --------- |
| 1959 | 8.402     |
| 1970 | 10.133    |
| 1979 | 10.430    |
| 1989 | 10.715    |
| 2002 | 10.673    |
| 2010 | 10.689    |

Anmerkung: Volkszählungsdaten

## Wirtschaft und Infrastruktur
In Onochoi gibt es Betriebe der Holzwirtschaft und der holzverarbeitenden sowie der Lebensmittelindustrie.
In der Umgebung des Ortes befindet sich verschiedene Einrichtungen und Militärsiedlungen der Russischen Streitkräfte, so das Reparaturwerk Nr. 1019 der Luftstreitkräfte (Onochoi-2), die Siedlung Swjosdny sowie zwei Siedlungen bei der wenige Kilometer östlich gelegenen Bahnstation Serowo.
Onochoi ist Bahnstation an der Transsibirischen Eisenbahn (Streckenkilometer 5676 ab Moskau).
Straßenverbindung nach Ulan-Ude besteht auf beiden Seiten der Uda, die in Onochoi auch von einer Brücke überquert wird. Die nördlich (rechts) des Flusses verlaufende Regionalstraße R436 stellt eine Alternativverbindung (neben der Fernstraße M55 „Baikal“) zwischen Ulan-Ude und Tschita über Chorinsk und Romanowka dar.